# Onthophagus micropterus
Onthophagus micropterus är en skalbaggsart som beskrevs av Mario Zunino och Halffter 1981. Onthophagus micropterus ingår i släktet Onthophagus och familjen bladhorningar. Inga underarter finns listade i Catalogue of Life.